# La ilustre fregona
La ilustre fregona (em português, A ilustre esfregadeira) é uma das novelas que compõem as Novelas exemplares, de Miguel de Cervantes, famoso autor do Dom Quixote. Trata-se de uma novela picaresca. Guarda semelhanças de tema com Rinconete y Cortadillo e La fuerza de la sangre.

## Enredo
A história começa em Burgos, onde dois vizinhos nobres, Diego de Carriazo e Juan de Avendaño tem seus filhos de mesma idade, batizados, respectivamente Diego e Tomás. Diego, o filho, abandona o lar e vai viver uma vida de pícaro, isto é, de delinquente. Contudo, passado certo tempo, volta para visitar os seus. A vida familiar o deixa entediado, todavia. Tomás, que era amigo de Diego, percebendo a infelicidade do vizinho, pergunta-lhe o motivo. Este lhe revela tudo o que havia ocultado à família. Encantado com a ideia da vida de aventuras, Tomás decide se tornar pícaro também, e ambos fogem, enganando os pais ao dizer que tinham planos de estudar.
No meio do caminho, escutam dois viajantes falar da beleza maravilhosa de uma jovem que trabalha numa estalagem em Sevilha. Tomás fica arrebatado pela descrição dos viajantes, mas Diego não se impressiona muito. Os dois seguem para Sevilha, e encontram a estalagem, confirmando a fama da moça, cujo nome é Constanza. Tomás fica completamente apaixonado por ela, e decide ficar na cidade. Diego o acompanha, a contragosto, pois desejava viajar mais. Sob disfarce, passam a trabalhar para o dono do estabelecimento. A jovem, além de bela, é de virtude e recatamento imaculados, e apesar das constantes investidas dos hóspedes, permanece puríssima. Sua origem e relações com o dono e a dona da estalagem são misteriosas.
Para infelicidade de Tomás, o filho do corregedor da cidade também está apaixonado pela jovem. A autoridade vem inquirir ao dono da estalagem qual é a história da moça. O homem conta que, certa feita, hospedara uma mulher muito nobre que estava convalescente. Em realidade, ela estava grávida, e exigiu que este estado fosse mantido em segredo. Após o parto, deixou a criança aos cuidados do dono da estalagem, com dinheiro e um pergaminho em que havia um código. O corregedor fica espantado com a beleza da jovem e com a história misteriosa, e guarda o pergaminho consigo.
Logo chegam à estalagem os pais de Diego e Tomás. A verdade é toda revelada. O pai de Diego também traz um pergaminho. Posto junto com o pergaminho do corregedor, seu primo, a identidade da moça é confirmada: ela é filha de Diego de Carriazo com uma nobre viúva, de quem ele se aproveitara à força, e que o havia informado da existência da filha apenas por ocasião da sua morte. Os dois nobres de Burgos em breve descobrem a presença dos seus filhos na estalagem. Tudo se resolve, e Tomás se casa com Constanza, para infelicidade do filho do corregedor.